# Andrzej Szczerski
Andrzej Maria Szczerski (ur. 26 listopada 1971 w Krakowie) – polski historyk sztuki, krytyk sztuki, wykładowca w Instytucie Historii Sztuki Uniwersytetu Jagiellońskiego, profesor nauk humanistycznych (2019). Od 3 stycznia 2020 dyrektor Muzeum Narodowego w Krakowie.

## Życiorys
Studiował historię sztuki na Uniwersytecie Jagiellońskim, gdzie w 2000 uzyskał stopień doktora, a w 2010 doktora habilitowanego. Ukończył także m.in. kurs Royal Collection Studies w Londynie, organizowany przez The Attingham Trust (2001), Summer University Course na Central European University w Budapeszcie (2002) oraz The Stone Summer Theory Institute w School of the Art Institute w Chicago (2007).
Wykładał także na Uniwersytecie Goethego we Frankfurcie nad Menem (2003) i na Uniwersytecie St. Andrews w Wielkiej Brytanii (2004). Stypendysta zagranicznych uczelni i instytutów badawczych, m.in.: Uniwersytetu Oksfordzkiego, Zentralinstitut für Kunstgeschichte w Monachium, Universita per Stanieri w Perugii. Uzyskał także stypendia Fundacji Lanckorońskich i Fundacji na Rzecz Nauki Polskiej oraz granty Narodowego Centrum Nauki i Narodowego Programu Rozwoju Humanistyki.
W latach 2009–2017 był Prezesem Sekcji Polskiej Międzynarodowego Stowarzyszenia Krytyków Sztuki (AICA), a w latach 2013-2015 wiceprezesem AICA International. Od 2005 członek Kapituły Eksperckiej przy Małopolskiej Fundacji Muzeum Sztuki Współczesnej w Krakowie. W latach 2002–2005 był kuratorem cyklu wykładów „Projektowanie nowoczesności” w Instytucie Goethego i British Council w Krakowie. W latach 2005–2011 kierownik muzealniczych studiów kuratorskich w Instytucie Historii Sztuki UJ. W latach 2011–2013 członek Zespołu Sterującego powołanego przez Ministra Kultury i Dziedzictwa Narodowego w ramach Programu Kolekcje priorytet „Kolekcje narodowe sztuki współczesnej”, w 2012 także w ramach Programu Kolekcje priorytet „Regionalne kolekcje sztuki współczesnej”. W latach 2013–2018 członek Rady Powierniczej Muzeum Narodowego w Warszawie. Od stycznia 2016 do 31 marca 2018 wicedyrektor ds. naukowych w Muzeum Narodowym w Krakowie. Od 2021  pełni funkcję wiceprzewodniczącego Społecznego Komitetu Odnowy Zabytków Krakowa. Wszedł również w skład rady programowej kongresu Polska Wielki Projekt.
Członek rad programowych Narodowej Galerii Sztuki „Zachęta” w Warszawie, Centrum Sztuki Współczesnej Zamek Ujazdowski w Warszawie, Galerii Kordegarda w Warszawie, Centrum Rzeźby Polskiej w Orońsku, Muzeum Miasta Gdyni i Muzeum Architektury we Wrocławiu. Jest także członkiem Komisji Historii Sztuki Polskiej Akademii Umiejętności, Stowarzyszenia Historyków Sztuki, Historians of German and Central European Art & Architecture (USA), należy do Rady Naukowej rocznika „Muzealnictwo” wydawanego przez Narodowy Instytut Muzealnictwa i Ochrony Zbiorów w Warszawie.
Od 2010 juror w licznych konkursach poświęconych sztuce współczesnej, m.in. w konkursie na wystawę w Pawilonie Polskim na Biennale Sztuki i Biennale Architektury w Wenecji, członek jury selekcyjnego Międzynarodowego Triennale Grafiki w Krakowie (2012), członek jury Konkursu o Nagrodę Ministra Kultury i Dziedzictwa Narodowego Wydarzenie Muzealne Roku „Sybilla” (2012–2015).
12 grudnia 2019 prezydent RP Andrzej Duda nadał mu tytuł naukowy profesora nauk humanistycznych.
Jego bratem jest Krzysztof Szczerski.

## Publikacje
Autor wielu publikacji poświęconych sztuce XX wieku i sztuce współczesnej wydanych w Polsce i za granicą oraz artykułów w katalogach i czasopismach m.in. w: „Apollo”, „Springerin”, „Third Text”, „Centropa”, „Ikonotheka”. Redaktor książki Modernizm na peryferiach. Architektura Skoczowa, Śląska i Pomorza 1918-939 (Warszawa 2011) oraz serii wydawniczej Modernizmy. Architektura nowoczesności w II Rzeczypospolitej (od 2013). Współredaktor książek m.in. Sztuka w okresie PRL-u. Metody i przedmiot badań (Kraków 1999) i The Mousetrap Book. On dealing with art institutions in contemporary curatorial practice (Gdańsk-Frankfurt 2007).
Książki:
- Wzorce tożsamości. Recepcja sztuki brytyjskiej w Europie Środkowej około roku 1900 (Kraków 2002) -  wyróżniona Nagrodą Honorową im. Felczaka i Wereszyckiego (2004) oraz Nagrodą Stowarzyszenia Historyków Sztuki im. Szczęsnego Dettloffa (2003),
- Modernizacje. Sztuka i architektura w nowych państwach Europy Środkowo-Wschodniej 1918–1939 (Łódź 2010) - nominowana do Nagrody im. Jana Długosza (2011)
- Sztuka projektowania. Z historii Wydziału Form Przemysłowych ASP w Krakowie (Kraków 2014),
- Cztery nowoczesności. Teksty o sztuce i architekturze polskiej XX wieku (Kraków 2015),
- Views of Albion, The Reception of British Art and Design in Central Europe (1890–1918) (Oksford 2015),
- Transformacja. Sztuka w Europie Środkowo-Wschodniej po 1989 roku (Kraków 2018), także w wersji angielskiej Transformation. Art In East-Central Europe after 1989 (Kraków 2018) - wyróżniona na Poznańskich Targach Książki w konkursie Stowarzyszenia Wydawców Szkół Wyższych o Nagrodę im. księdza Edwarda Pudełki (2019), nominowana do Nagrody im. Jana Długosza (2011).

## Wystawy - kurator i współkurator
- Der neue Staat. Polnische Kunst zwischen Experiment und Repraesentation 1918–1939 w Leopold Museum w Wiedniu w 2002 (członek rady naukowej wystawy)
- Śladami prerafaelitów. Artyści polscy i sztuka brytyjska na przełomie XIX i XX wieku w Pałacu w Wilanowie w 2006
- Symbolism in Poland and Britain w Tate Britain w Londynie w 2009
- Modernizacje 1918–1939. Czas przyszły dokonany w Muzeum Sztuki w Łodzi w 2010 roku
- The Power of Fantasy. Modern and Contemporary Art from Poland w Centre for Fine Arts BOZAR w Brukseli w 2011
- Narodziny miasta. Gdyński modernizm w dwudziestoleciu międzywojennym w Muzeum Miasta Gdyni w 2014,
- Unia słowacko-polska w Kasárne Kulturpark w Koszycach w 2014
- Lwów. 24 czerwca 1937. Miasto, architektura, modernizm w Muzeum Architektury we Wrocławiu (2016) i Międzynarodowym Centrum Kultury w Krakowie (2017-2018)
- #dziedzictwo  (2017) w Muzeum Narodowym w Krakowie
- Young Poland: The Polish Arts and Crafts Movement, 1890-1918 w William Morris Gallery w Londynie (2021)
- Autor koncepcji i członek zespołu kuratorskiego cyklu wystaw 4 x Nowoczesność w Muzeum Narodowym w Krakowie:

1. Polskie Style Narodowe 1890-1918 (2021)
2. Nowy początek. Modernizm w II RP (2022)

- Wilno, Vilnius, Vilne 1918-1948. Jedno miasto - wiele opowieści (2022) w Muzeum Narodowym w Krakowie
- Współautor wystaw stałych w Muzeum Narodowym w Krakowie (2021):

1. XX+XXI Galeria Sztuki Polskiej
2. Muzeum Stanisława Wyspiańskiego
3. Przedmioty. Galeria Designu Polskiego XX i XXI wieku

## Nagrody i odznaczenia
- 2023: Krzyż Kawalerski Orderu Odrodzenia Polski[7].
- 2023: Krzyż Kawalerski Orderu "Za Zasługi dla Litwy"[8].
- 2023: Medal Stulecia Odzyskanej Niepodległości.
- 2022: Curatorial Prize for Exhibitions, Association for Art History (Wielka Brytania) - wspólnie z Julią Griffin i Roisin Inglesby[9].
- 2021: Nagroda w kategorii KULTURA podczas 7. Gali Urodzinowej Telewizji Republika[10].
- 2018: Doroczna Nagroda MKiDN w kategorii Ochrona dziedzictwa kulturowego[11].
- 1996: Nagroda Miasta Krakowa[12].